# Superman Returns (jeu vidéo)
Superman Returns est un jeu vidéo d'action édité par Electronic Arts et développé par EA Tiburon sur différentes plates-formes, adapté du film du même nom de Bryan Singer sorti en 2006. La version sur Game Boy Advance sous-titrée La Forteresse de Solitude est un jeu de puzzle.

## Synopsis
Le jeu est une adaptation du film du même nom contenant d'autres histoires mettant en scène d'autre super-vilain de l'univers de Superman

## Résumé Détaillé
Une pluie de météorite va s'abattre sur Metropolis (ville fictive). Jor-El apprend à son fils à utiliser ses pouvoirs.
En revenant des débris de Krypton, Superman est intercepté par Mongul qui le fait combattre dans son arène face aux plus grands combattant des galaxies. Après avoir défait ses adversaires. Superman fuit vers la Terre.
De retour à Métropolis, Superman affronte Métallo et ses robots. Métallo parvient à absorber une quantité de technologie et attaque le centre-ville. Superman parvient à l'arrêter.
Une panne de courant provoqué par Lex Luthor libère des créatures de Cadmus dont Bizarro. Après plusieurs affrontement avec Bizarro à travers Métropolis, Bizarro est arrêté.
Mongul et ses combattants viennent se venger de Superman et attaque Métropolis. 
Lex Luthor met au point son île artificielle et kidnappe Lois Lane. Superman protège Métropolis des Tornades.
Superman arrête Lex Luthor et envoie l'île dans l'espace. Puis reprend ses activités de défenseur de Métropolis.

## Distribution
En gras, les comédiens issus du film :
- Superman (VO: Brandon Routh ; VF: Damien Boisseau[1])
- Loïs Lane (VO: Kate Bosworth ; VF: Laura Blanc)
- Kitty Kowalski (VO: Parker Posey ; VF: Véronique Desmadryl)
- Jimmy Olsen (VO: Sam Huntington ; VF: Alexandre Gillet)
- Lex Luthor (VO: Kevin Spacey ; VF: Gabriel Le Doze)
- Bizarro (VO: John DiMaggio ; VF: Sylvain Lemarié)
- Mongul (VO: Todd Williams ; VF: Thierry Kazazian)
- Riot (VO: Peter Lurie ; VF: Marc Saez)
- Mxyzptlk (VO: Dwight Schultz ; VF: Pierre-François Pistorio)
- Metallo (VO: John Billingsley)
- Dr. Hamilton (VF: Pierre Tessier)
- Jor-El (VF: Michel Barbey)